# Colpodium lakium
Colpodium lakium là một loài thực vật có hoa trong họ Hòa thảo. Loài này được Woronow mô tả khoa học đầu tiên năm 1933.